# 显脉青藤
显脉青藤（学名：Illigera nervosa）为莲叶桐科青藤属下的一个种。